# Elmina Moisan
Pour les articles homonymes, voir Moisan.
Elmina Moisan Cabrera, née à Quillota en 1897 et morte à Santiago en 1938, est une artiste peintre chilienne inscrite dans l'historiographie comme une membre de la « Generación del 13 ». Son nom est parfois orthographié Elmina Moisán ou Elmina Moissan.

## Biographie

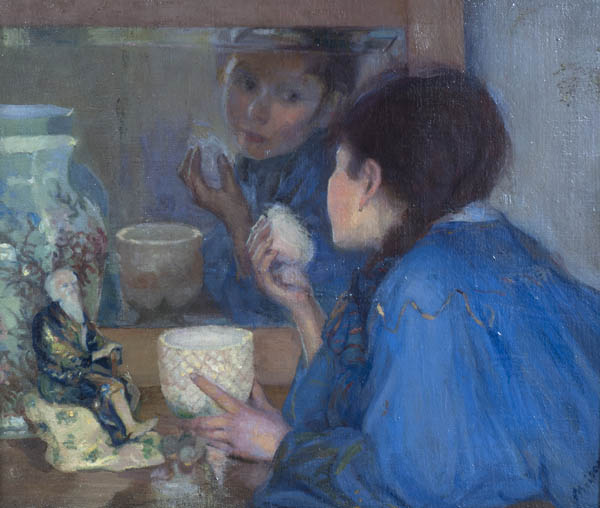
La Coqueta, Musée national des Beaux-Arts du Chili.

Descendante de français, elle intègre l'École des Beaux-Arts (es) en 1912. Elle y est élève du peintre espagnol Fernando Álvarez de Sotomayor et de Ricardo Richon Brunet. Elle a été citée comme « l'artiste féminine qui a le mieux peint au Chili ». Après avoir reçu son titre de professeur avec mention en Arts plastiques, Moisan enseigne dans le lycée pour filles n° 4 de Santiago,.
En 1916, elle peint son tableau La Coqueta, œuvre qui lui fera gagner la Première médaille au Salon Officiel de Santiago (Salón Oficial).
Elle épouse en 1926 le peintre Otto Georgi (es) qui était aussi un membre de la Generación del 13 ,.
Dans l'année 1938, le gouvernement du Chili invite Moisan à exposer et étudier à Lima, au Pérou. Pendant son voyage, elle contracte la malaria, ce qui la force à rentrer au Chili où, après un mois de maladie, elle meurt dans la ville de Santiago.

## Œuvres dans les collections publiques
- Interior (Intérieur), huile sur toile, 115 x 90 cm. 1926. Musée national des Beaux-Arts du Chili.
- La Coqueta (La Coquette), huile sur toile, 53 x 62 cm. 1916. Musée national des Beaux-Arts du Chili.
- Cabeza de vieja (Tête d'une vieille femme), huile sur toile, 40 x 36 cm. Musée national des Beaux-Arts du Chili.
- Desnudo (Nue), huile sur toile, 66 x 44 cm. Pinacoteca Universidad de Concepción.

## Prix et distinctions
Son travail a été récompensé par de nombreux prix :
- 1916 : Deuxième Médaille, Salon Officiel de Santiago.
- 1916 : Prix de Costumbres, Certamen Edwards, Santiago.
- 1919 : Première Médaille, Salon Officiel de Santiago pour La Coqueta.
- 1919 : Prix d'Honneur, Certamen Edwards, Santiago.
- 1920 : Deuxième Médaille en Dessin, Salon Officiel de Santiago.
- 1923 : Prix du Portrait, Salon Officiel de Santiago.
- 1929 : Médaille d'Or, Exposition ibéro-américaine de Séville.
- 1936 : Premier prix, Salon Officiel de Santiago.